# Стефурак, Роман Романович
Рома́н Рома́нович Стефура́к (укр. Роман Романович Стефурак; 17 апреля 1996, Томаковка, Днепропетровская область, Украина) — украинский футболист, полузащитник.

## Биография

### Ранние годы
Когда Роману исполнилось 2 года, его семья переехала в Покровское. Там он ходил в обычную школу и занимался борьбой, поскольку его отец является тренером по вольной борьбе. Футболом начал заниматься лишь позднее, но в сравнении с борьбой это тогда было несерьёзно. Когда же ему исполнилось лет 10, он поехал на каникулы к бабушке, где была футбольная секция, и там тренер Степан Дмитриевич Рудич сначала позволил с ними потренироваться, а потом предложил поехать в Запорожье, на матч с «Металлургом», по завершении которого их тренер пригласил Романа на просмотр. В итоге, отыграв матч на первенство города, Стефурак остался в ДЮСШ «Металлурга». Сначала, лет до 13-ти, ездил туда только по субботам — на матчи, а впоследствии, за год до начала чемпионата Украины U-14, перебрался в Запорожье на постоянное место жительства. С 2009 по 2013 год провёл 73 матча и забил 12 мячей в чемпионате ДЮФЛ.

### Клубная карьера
24 июля 2013 года дебютировал за юниорскую (U-19) команду «Металлурга» в домашней игре против харьковского «Металлиста». За молодёжную (U-21) команду дебютировал 5 апреля 2014 года в выездном поединке против одесского «Черноморца».
28 августа 2015 года дебютировал в основном составе «Металлурга» в выездном матче Премьер-лиги против донецкого «Шахтёра», выйдя на замену вместо Игоря Жураховского на 76-й минуте встречи. 8 декабря того же года стало известно, что Роман вместе с рядом других игроков покинул «Металлург» в связи с процессом ликвидации клуба. Всего за время выступлений в составе запорожской команды провёл 4 матча в чемпионате, 18 игр (в которых забил 1 гол) в молодёжном первенстве и 48 встреч (в которых забил 9 мячей) в юношеском турнире.
2 января 2016 года было официально объявлено о переходе Романа в одесский «Черноморец», с которым он подписал контракт на 2,5 года. 4 марта того же года дебютировал за молодёжную (U-21) команду «моряков» в матче против львовских «Карпат». Всего провёл 9 матчей (забил 1 гол) за «молодёжку» «Черноморца», ни разу не сыгравши за основную команду. В конце концов руководство одесситов сообщило, что не рассчитывает на Романа, и отдало документы.
В конце сентября 2016 года, подписав контракт до конца сезона, стал игроком краматорского «Авангарда», в составе которого дебютировал 8 октября того же года в домашней игре против киевского «Арсенала». 21 октября 2016 забил свой первый гол на профессиональном уровне на 49-й минуте домашнего матча против киевского клуба «Оболонь-Бровар».

### Карьера в сборной
С 2013 по 2014 провёл 5 игр за юношескую сборную Украины (до 18 лет).

## Характеристика
Оптимальным для себя местом на поле сам Роман считает позицию под нападающим, так называемую «десятку».

## Статистика
| Клуб                  | Лига         | Сезон   | Чемпионат | Чемпионат | Кубок | Кубок | Дубль | Дубль |
| Клуб                  | Лига         | Сезон   | Игры      | Голы      | Игры  | Голы  | Игры  | Голы  |
| --------------------- | ------------ | ------- | --------- | --------- | ----- | ----- | ----- | ----- |
| Металлург (Запорожье) | Премьер-лига | 2013/14 |           |           |       |       | 4     | 0     |
| Металлург (Запорожье) | Премьер-лига | 2014/15 |           |           |       |       | 5     | 0     |
| Металлург (Запорожье) | Премьер-лига | 2015/16 | 4         | 0         |       |       | 9     | 1     |
| Черноморец            | Премьер-лига | 2015/16 |           |           |       |       | 9     | 1     |
| Авангард (Краматорск) | Первая лига  | 2016/17 | 8         | 1         |       |       |       |       |